# Буда (Брасовский район)
Буда — посёлок в Брасовском районе Брянской области, в составе Столбовского сельского поселения. 
 Расположен в 3 км к юго-востоку от села Столбово. Население — 12 человек (2010).

## История
Возник в начале XX века; до 2005 года входил в состав Столбовского сельсовета.
| Годы      | 1926 | 1979 | 1989 | 2002 | 2010 |
| --------- | ---- | ---- | ---- | ---- | ---- |
| Население | 206  | 103  | 63   | 25   | 12   |